# Sebastian Sörensson
Sebastian „Seb“ Sörensson (* 1989 oder 1990) ist ein schwedischer Pokerspieler. Er gewann 2017 das Main Event der PokerStars Championship.

## Persönliches
Sörensson stammt aus Lund und arbeitet in einem Warenhaus. Er setzte vor der Präsidentschaftswahl in den Vereinigten Staaten 2016 ein Vermögen von 32.000 schwedischen Kronen auf eine Wahl von Donald Trump und erhielt nach Gewinn der Wette den 3,5-fachen Einsatz zurück, also über 100.000 Kronen.

## Pokerkarriere
Sörensson begann mit 18 Jahren mit Onlinepoker und spielt auf PokerStars unter dem Nickname ObliqueKick. Er gewann Ende August 2017 das Main Event der PokerStars Championship in Barcelona, sein zweites Live-Turnier überhaupt. Dafür setzte er sich gegen 1681 andere Spieler durch und erhielt eine Siegprämie von knapp einer Million Euro. Sörensson hatte sich für das Turnier zuvor über PokerStars qualifiziert. Da er am Finaltisch einen großen Schal trug, erhielt Sörensson den Spitznamen „Scarfguy“. Seitdem blieben größere Turniererfolge aus.